# Československá basketbalová liga žen 1982/1983
Československá basketbalová liga žen 1982/1983 byla nejvyšší ligovou basketbalovou soutěží žen v Československu. Hrálo ji 8 družstev. Titul mistra Československa získal tým VŠ Praha, na druhém místě se umístil klub Sparta ČKD Praha a na třetím KPS Brno.
- Vítězem ankety Basketbalista roku byla v roce 1982 Anna Součková-Kozmanová (VŠ Praha)
- „All Stars“ československé basketbalové ligy - nejlepší pětka hráčů basketbalové sezóny 1982/83: Anna Součková-Kozmanová, Hana Zarevúcká, Pavla Davidová, Zora Brziaková, Hana Peklová.

Konečné pořadí ligy 

1. VŠ Praha (mistr Československa 1983) - 2. Sparta ČKD Praha - 3. KPS Brno - 4. Lokomotíva Košice - 5. Slovan CHZJD Bratislava - 6. ZŤS Košice - 7. SCP Ružomberok - 8. Slávia Prešov

## Systém soutěže
- Všechna družstva hrála dvoukolově každý s každým (doma - venku), každé družstvo 14 zápasů. Následovaly čtyři turnaje ve dvou skupinách (o 1.-4. místo, o 5.-8. místo). Celkový počet 26 zápasů.

| Poř. | Tým                     | Z  | V  | P  | Skóre     | Body |
| ---- | ----------------------- | -- | -- | -- | --------- | ---- |
| 1.   | VŠ Praha                | 26 | 23 | 3  | 2164:1673 | 49   |
| 2.   | Sparta ČKD Praha        | 26 | 16 | 10 | 1860:1689 | 42   |
| 3.   | KPS Brno                | 26 | 15 | 11 | 1865:1774 | 41   |
| 4.   | Lokomotíva Košice       | 26 | 9  | 17 | 1698:1876 | 35   |
|      |                         |    |    |    |           |      |
| 5.   | Slovan CHZJD Bratislava | 26 | 16 | 10 | 1935:1828 | 42   |
| 6.   | ZŤS Košice VSS          | 26 | 12 | 14 | 1847:1721 | 41   |
| 7.   | SCP Ružomberok          | 26 | 9  | 17 | 1644:1882 | 35   |
| 8.   | Slávia VŠ Prešov        | 26 | 4  | 22 | 1578:2048 | 30   |

## Sestavy (hráčky, trenéři) 1981/1982, 1982/1983
- VŠ Praha: Anna Součková-Kozmanová, Ludmila Matušů-Komeštíková, Hana Zarevúcká, Ivana Nováková-Kotíková, Eva Zemanová-Hartmanová, Jana Chlebowczyková, Václava Šimonová-Jirášková, Zdena Látalová, Zuzana Hájková, Blanka Štépánková-Linhartová, Libuše Centnerová, Mücková, Vendula Hádková, Nedvídková, Jarmila Hnídková, Petra Vondřičková, Nyplová, Kieslová, Matrasová, Vostradovská, S. Blanková. Trenér Jan Karger
- BC Sparta Praha: Ivana Třešňáková, Eva Kotrbatá-Hlaváčová, Jana Stibůrková-Menclová, Dana Hojsáková, Dana Klimešová-Ptáčková, Alena Weiserová-Kopecká, Hana Brůhová-Peklová, Blanka Tomsová, Věra Šulcová-Pauchová, Ivana Petrželová-Prettlová, Svatava Faifrová-Kysilková, Irma Valová, Miklášová, Klímová, Špačková, Záhumenská. Trenéři Hana Ezrová, Petr Pajkrt
- Lokomotíva Košice: Zora Brziaková, Irena Medvecká-Bartošová, Jiřina Přívarová, Jana Blažeková-Škovránová, Marta Čintalová-Lukáčová, Vilma Karnayová-Sitašová, R.Králiková, Dolejší, Cecílie Karabelošová, Žuffová, Bieleková, Beňová-Krajčová, Madurová, Valková, I. Šostáková, Brhelová, E. Sitašová, Dana Šostáková, Šoltésová, Sninská. Trenér Š. Medveď
- ZŤS Košice: Tamara Turcsányiová-Hynková, Anna Mazalová-Ticháčková, Eva Vrbková, Hollá, Benköová, Kártiková-Čájová, Svobodová, Ladislava Kotoučková, Fodorová, Šimíková, Eva Pojteková, Nagyová, Zuzana Vasilová-Képesová, Szabová. Trenér Gabriel Dajko
- KPS Brno: Pavla Podivínová-Davidová, Lenka Grimmová-Nechvátalová, Stanislava Haklová-Varmužová, Hana Jarošová, Ivana Kejvalová, Dagmar Spáčilová-Pošvářová, Broušková-Svobodová, Hana Pláničková, Romana Judasová, Irena Lednická, Marcela Poláková-Domanská, Šafránková, Janečková, Pokorná, Cardová, Pavla Zástěrová, Alexandra Malá-Dostálová. Trenér Petr Pajkrt, Jindřich Drásal
- Slovan CHZJD Bratislava: Irena Rajniaková (Goldová), Jarmila Vyňuchalová-Bystroňová, Alena Bláhová, Alena Uberalová-Bardoňová (Kašová), Maria Kiffuszová, Beáta Renertová-Csicsayová, Alica Kováčová-Macková, Gážová, Csémyová, Schlettová, Liptáková, Tatiana Šurková, Eva Guzikiewiczová-Berková, Sudeková, Szaboldová, Olleová, Lehocká, Mráziková, Fikarová. Trenéři Rudolf Stanček (1982), E. Ďuračka (1983)
- SCP Ružomberok: Vlasta Mottlová-Vrbková, Irena Medvecká-Bartošová, Nataša Lichnerová-Dekanová, Božena Miklošovičová-Štrbáková, Natália Hejková, Ludmila Chmelíková, Halmaiová, Talafantová, M.Franková-Combová, Iveta Bieliková, Ševčíková, Šolcová, Klčovanská, Žbirková-Šlesárová, Jana Michalidesová, V.Koščová-Stromková, Urbanová, Kubišová, Karčáková-Jánošová, Chylová. Trenér Š. Molokáč
- LŠ Poprad: Beáta Nemčovičová, J.Franková, Ludmila Kornajová, Almášiová, Kubíková, Alena Růžičková-Bubeníková, Boratková, Már. Husarová, Gvuščová, Želonková, Kazimírova. Trenér L. Záthurecký
- Slávia UPJŠ Prešov: Rubická-Hromková, Eva Antalecová-Mačeková , Kontrošová, Tomková, Olejníková, Polakovičová, Beňová, Kovaťová, Urbanová-Konečná, Wneková, Kozelová, Duhanová, Želonková. Trenér Juraj Filčák

## Zajímavosti
- Mistrovství Evropy v basketbale žen 1981 se konalo v Itálii (Ancona) v září 1981 za účasti 12 družstev. Mistrem Evropy byl Sovětský svaz, Polsko na 2. místě , Československo na 3. místě, Jugoslávie na 4. místě. Československo na ME 1981 hrálo v sestavě: Dana Klimešová-Ptáčková 86 bodů /7 zápasů, Pavla Davidová 69 /7, Anna Součková-Kozmanová 61 /7, Ivana Třešňáková 61 /7, Alena Weiserová-Kopecká 51 /7, Hana Zarevúcka 43 /6, Eva Kotrbatá-Hlaváčová 42 /7, Ludmila Matušů-Komeštíková 25 /7, Ludmila Chmeliková 20 /4, Hana Brůhová-Peklová 15 /4, Jana Stibůrková-Menclová 14 /4, Věra Šulcová-Pauchová 4 /3, celkem 491 bodů v 7 zápasech (4 vítězství, 3 porážky). Trenér Alois Brabec, asistent Libor Dvořák
- V Poháru evropských mistrů v basketbalu žen Sparta ČKD Praha v sezóně 1981/82 a VŠ Praha v sezóně 1982/83 skončily ve čtvrtfinálové skupině.
- V Poháru L. Ronchetti v sezóně 1981/82 KPS Brno v semifinále vyřadil Akademik Sofia (Bulharsko) a ve finále prohrál se Spartakem Moskevská oblast. C sezóně 1982/83 Sparta ČKD Praha a Lokomotíva Košice skončily ve čtvrtfinálové skupině.